# 香莓
香莓（学名：Rubus pungens var. oldhamii）为蔷薇科悬钩子属下的一个变种。

## 扩展阅读
- 維基物種上的相關：香莓